# Дюльтыдаг
Дюльтыдаг — горная вершина в Восточном Кавказе, в системе Бокового хребта в Дагестане, селение Арчиб. Гора Дюльтыдаг (4127 м) — высшая точка хребта. Имеются ледники, общая площадь которых составляет 6,1 км2. В основном они располагаются на северных склонах. На южном склоне выделяются всего 2 фирновых ледника – у вершин Дюльтыдаг и Балиал. Высота снежного покрова 30-40 см.